# Октябрьское (Джалал-Абадская область)
Октябрьское (кирг. Октябрь) — село в Сузакском районе Джалал-Абадской области Кыргызстана. Административный центр Багышского айылного аймака.

## География
Село расположено в юго-восточной части области, к востоку от реки Кёгарт, на расстоянии приблизительно 20 километров (по прямой) к северо-востоку от села Сузак, административного центра района. Абсолютная высота — 975 метров над уровнем моря.

## Население
Согласно оценочным данным Национального статистического комитета Кыргызской Республики, численность населения села на начало 2023 года составляла 10 929 человек.
| год     | 2009 | 2014 | 2015 | 2020   | 2021   | 2023   |
| ------- | ---- | ---- | ---- | ------ | ------ | ------ |
| человек | 8958 | 9177 | 9569 | 10 376 | 10 665 | 10 929 |